# Divisione No. 20 (Manitoba)
La Divisione No. 20, o Swan River (parte della Parkland Region) è una divisione censuaria del Manitoba, Canada di 10.405 abitanti.

## Comunità
- Benito
- Bowsman
- Minitonas
- Swan River